# Мочарник (мох)
Мочарник (Philonotis) — рід мохів родини Bartramiaceae.
Рід був вперше описаний Семюелем Елізе Брідел-Брідері.
Рід має космополітичне поширення.
Види:
- Philonotis caespitosa Jur.
- Philonotis calcarea (Bruch & Schimp.) Schimp.